# Архіви Візантії
В Візантії, котра була спадкоємицею  високої писемної культури давніх еллінів і римлян, були поширеними повага до книг  та розуміння необхідності зберігати документи.
Фактично вона була єдиною державою, де письмове діловодство та архівна справа пізньої Римської імперії продовжувало існувати в колишньому вигляді .  
Візантійські архіви можна поділити на кілька основних груп: 
- державні архіви: архіви різних державних відомств (секретів, логофісій), установ міської та провінційної адміністрації   ,імператорський архів.
- архіви церковних установ (патріарший архів , архіви монастирів)
- приватні архіви

## Державні архіви
За  сильно розгалуженої системи державних установ, кожна з яких складала,  отримувала і зберігала різні документи, для Візантії властивий плюралізм  і, найчастіше, роз'єднаність відомчих архівів. Судячи з усього, спеціальних архівів, відокремлених від установ, не існувало.  В  цілому в кожному відомстві були посади, відповідальні за роботу з документами – за їх складання, копіювання, зберігання, підтвердження автентичності та ін. (Хартуларії і нотарії секретів). Проблема відділення архівів ретроспективних документів від поточних в установі також залишається не зовсім з’ясованою, але можна припустити існування такої практики, виходячи з простої логіки (зручність використання документів) . 

## Архіви церковних установ
Патріарху Константинопольському був підконтрольний цілий ряд службовців (великий протонотарій, великий іпомніматограф, логофет, ієромнімон та ін.), в віданні котрих  перебували діловодство патріаршої канцелярії, бібліотека та архів . Найважливішим було відомство хартофілакса. Перші згадки про нього відносяться до VI ст. Обов'язки хартофілакса полягали в управлінні патріаршим архівом (акти соборів, листування з іншими патріархами та ін.). Крім поточного листування хартофілакс завідував сакелою - сховищем патріаршого архіву, котра  одночасно виконувала і роль скарбниці.
Учасниками VI Вселенського собору 680 р. проводилася перевірка достовірності величезної кількості документів і текстів. Противники грецької віри на підтримку своїх поглядів часто приводили цитати з не цілком відповідних прийнятим версіями найважливіших церковних праць. Захисники ж православ'я потребували доказів того, що вони взяті з «виправлених» (урізаних або, навпаки, доповнених, у порівнянні з оригіналом) творів. Зрозуміло, джерелами таких доказів могли слугувати тільки архів та бібліотека патріарха. Протягом всього обговорення питань віри хартофілакс надавав у розпорядження імператора та учасників Собору автентичні копії актів попередніх  соборів, праці отців церкви, регістри патріаршої канцелярії, різні документи і грамоти. На наступних засіданнях Собору хартофілакс забов`язувався  надавати доrументи осіб, запідозрених в  єресі.
В X-XV ст. хартофілакс залишався правою рукою патріарха  і як і раніше виконував свої обов'язки зберігача документації Константинопольської патріархії, керуючи також канцелярією, підготовкою офіційних документів (які, до речі, він мав право підписувати за відсутності патріарха) і реєстрацією актів синоду. У підпорядкуванні хартофілакса знаходився великий штат службовців (писарів і нотаріїв); так, під час патріаршества Філофея (1353-1354 і 1364-1376 рр.) в його канцелярії працювали близько 40 писарів. Патріарша канцелярія вважалася зразковою за рівнем організації діловодства. Ймовірно, вона виконувала деякі функції імператорської канцелярії .
На думку Медведєва І.П.  , котрий посилається  на відомого дослідника актів Константинопольської патріархії Ж.Даррузеса, «продуктивність» канцелярії патріарха була вкрай низькою, особливо  в порівнянні  з папською канцелярією в Римі : якщо  з папської канцелярії в період   XI -XV в. вийшло понад 10 тис. томів регістрів, то за окремо взяте XIV ст. збереглося лише два томи Константинопольської канцелярії. В той же час, саме завдяки виконанню відомством хартофілакса своїх обов'язків до нашого часу дійшли тексти багатьох імператорських актів (хрисовулів), оригінали яких загублені.
Візантійські монастирі зберігали  матеріали, котрі стосувалися церковного майна та майна мирян. Для впорядкування всіх цих документів іноді складалися каталоги (приклад: каталог Патмоського монастиря ім.. Іоанна Богослова ) .

## Приватні архіви
В Візантії знаходилася велика кількість приватних ділових архівів , що було пов’язано з наявністю великого землеволодіння та з високим рівнем розвитку комерційних відносин, які вимагали ведення письмового діловодства. Але до нашого часу дійшло, на жаль, дуже мало конкретних відомостей, що відносяться до приватних архівів, і самих документів середньовічного  періоду.
До того ж основна частина уцілілих приватних архівів відноситься до ранньовізантійського періоду: ці папірусні архіви, століттями перебуваючи в надрах землі, зуміли дочекатися уваги археологів, тоді як пізніші збірки актів і листів були безповоротно втрачені. Все ж ми маємо в своєму розпорядженні певні відомості про приватні бібліотеки-архіви пізнього часу; в їхніх колекціях  зберігалися книги духовного змісту, твори античної літератури, збірки листів сучасників та ін. документи  .

## Бібліотечна справа
Окремо від архівів слід виділити бібліотеки. Візантійські бібліотеки ,як і архіви , можна поділити на  державні ( в кожному місті була власна бібліотека панят), приватні (Лев Математика, Євстафія Воїли, Михайло Атталіата, Феодора Скарана, Михайла Акоміната та ін.), церковні.
Особливо великими за обсягом були церковні бібліотеки в патріархіях  (Александрійській, Єрусалимській, Антіохійській), та в монастирях.
Церковна Александрійська  бібліотека була відома своїм зібранням стародавніх манускриптів (один з найбільш ранніх - знаменитий Codex Alexandrinus IV ст.); багато кодексів та папірусних сувоїв було вивезено до Константинополя в період 11-місячного перемир'я перед захопленням Александрії арабами в 642 р.  Бібліотека Александрійської патріархії в 750 р. перемістилася в Кесарію, в 997 р. - в Каїр. Пройшовши буремний шлях, вона збереглася до наших днів .
Особливу увагу слід приділити архівам та бібліотекам візантійських монастирів. Візантійські монастирі були не тільки релігійними, але й освітніми центрами. Сам факт заснування монастиря означав зазвичай і заснування в ньому бібліотеки з рукописними книгами (манускриптами), необхідними, в першу чергу, для богослужінь,  копії імператорських хрисовулів, та  праці з філософії, риторики,  математики і ін. наук. Відомі монастирі мали власні найбільш обширні за змістом бібліотеки, а також скрипторії для копіювання манускриптів.

Грецький дослідник Стекос К. виділяє три типи монастирських бібліотек: 
- бібліотека кафоликону (центрального собору монастиря);
- «архів-бібліотека»;
- особисті бібліотеки ченців;

Бібліотека кафолікону - основна бібліотека монастиря, містила певний набір богослужбових манускриптів. Одним з основних джерел поповнення монастирських бібліотек слугували особисті книжкові зібрання ченців. Це були бібліотеки не скільки рядових ченців, скільки освічених настоятелів, а також високопоставлених діячів, у тому числі імператорів, які бажали скінчити свої дні в чернечому чині. З собою в монастир вони брали також свої улюблені книги, котрі потім передавалися, як правило, в монастирську бібліотеку